# Pinturas rupestres de Quilcayhuanca
Las pinturas rupestres de Quilcayhuanca son una serie de representaciones de arte prehistórico localizadas en el sector de la Portada en la quebrada de Quilcayhuanca dentro del Parque nacional Huascarán. Políticamente se ubican en el distrito de Independencia en la provincia de Huaraz en la región Áncash de Perú.
Las pinturas rupestres muestran figuras antropomórficas en pigmentos rojo, amarillo y negro, que posiblemente representan las figuras míticas de los grupos locales de al menos el periodo Horizonte Temprano.
Quilcayhuanca en quechua ancashino deriva de las palabras qillqay = escribir y wanka = piedra alargada vertical. Según el arqueólogo peruano Kauffmann Doig, el vocablo qillqay en quechua suele utilizarse en topónimos asociados a sitios con pinturas rupestres.
A dos horas caminando hacia el interior de la quebrada se encuentra el sitio Nuevo Tambo a 4200 m s.n.m., del periodo Horizonte Medio. Nuevo Tambo y las pinturas rupestres de Quilcayhuanca son dos de los 33 sitios arqueológicos identificados dentro del parque nacional Huascarán.